# Huang (Familienname)
Huang ist die Umschrift zweier chinesischer Familiennamen:
- 黃 / 黄,  Huáng: einer der häufigsten chinesischen Familiennamen, der schon im klassischen chinesischen Text Hundert Familiennamen vorkommt
- 皇,  Huáng: sehr selten

## Namensträger

### Familienname (chinesische Reihenfolge)
- Huang Beiling (* 1959), chinesischer Schriftsteller, Poet und Dissident, siehe Bei Ling
- Huang Binhong (1864–1955), chinesischer Maler
- Huang Bokai (* 1996), chinesischer Stabhochspringer
- Huang Bowen (* 1987), chinesischer Fußballspieler
- Huang Changzhou (* 1994), chinesischer Weitspringer
- Huang Chao (Badminton) (* 1992), singapurischer Badmintonspieler
- Huang Cheng-chi (* 2003), taiwanischer Stabhochspringer
- Huang Chia-chi (* 1979), taiwanische Badmintonspielerin
- Huang Chia-hsin (* 1984), taiwanische Badmintonspielerin
- Huang Chih-hsiung (* 1976), taiwanischer Taekwondoin
- Huang Chung-yi (Baseballspieler) (* 1967), taiwanischer Baseballspieler
- Huang Chung-yi (Skirennläufer) (* 1974), taiwanischer Skirennläufer
- Huang Chunping, chinesischer Raumfahrtfunktionär
- Huang Daozhou (1585–1646), chinesischer Kalligraf, Gelehrter und Beamter
- Huang Ding (1660–1730), chinesischer Maler
- Huang Dongping (* 1995), chinesische Badmintonspielerin
- Huang Fengtao (* 1985), chinesischer Fußballspieler
- Huang Gai (145–222), chinesischer Offizier
- Huang Guangyu (* 1969), chinesischer Unternehmer
- Huang Guifen (* 1997), chinesische Sprinterin
- Huang Haiqiang (* 1988), chinesischer Hochspringer
- Huang Haiyang (* 1985), chinesische Fechterin
- Huang Hao (3. Jahrhundert), chinesischer Eunuch
- Hao Huang (Mathematiker), chinesischer Mathematiker
- Huang Hsin-chieh (1928–1999), taiwanischer Politiker
- Huang Hua (Politiker) (1913–2010), chinesischer Politiker und Diplomat
- Huang Hua (Badminton) (* 1969), chinesische Badmintonspielerin
- Huang Huahua (* 1946), chinesischer Politiker
- Huang Huei-chieh (* 1965), taiwanischer Tischtennisspieler
- Huang Jiaxin (* 1998), chinesische Sprinterin
- Huang Jiqing (1904–1995), chinesischer Geologe
- Huang Ju (1938–2007), chinesischer Politiker
- Huang Kaixiang (* 1996), chinesischer Badmintonspieler
- Huang Kan (Liang-Dynastie, Südliche Dynastien) 皇侃 (488–545), chinesischer Gelehrter
- Huang Kan (Philologe) 黄侃 (1886–1935), chinesischer Philologe
- Huang Kecheng (1902–1986), chinesischer General und Politiker
- Huang Kun (1919–2005), chinesischer Festkörperphysiker und Hochschullehrer
- Huang Kunming (* 1956), chinesischer Politiker
- Huang Kuo-chang (* 1973), taiwanischer Wissenschaftler und Politiker (New Power Party)
- Huang Lei (* 1986), chinesische Tennisspielerin
- Huang Liang (1954–1999), chinesischer Tischtennisspieler
- Huang Liang-chi (* 1992), taiwanischer Tennisspieler
- Huang Ming (* 1958), chinesischer Unternehmer
- Huang Nanyan (* 1977), chinesische Badmintonspielerin
- Huang Nubo (* 1956), chinesischer Unternehmer, Extremsportler und Dichter
- Huang Po-jui (* 1993), taiwanischer Badmintonspieler
- Huang Po-yi (* um 1990), taiwanischer Badmintonspieler
- Huang Quan (3. Jahrhundert), chinesischer General
- Huang Qi (* 1963), chinesischer Webmaster und Menschenrechtler
- Huang Qian (* 1986), chinesische Schachspielerin
- Huang Qianyi (* 1999), chinesischer Eishockeyspieler
- Huang Qifan, chinesischer Politiker
- Huang Qiuyan (* 1980), chinesische Dreispringerin
- Huang Rui (* 1952), chinesischer Künstler
- Huang Ruo (* 1976), chinesisch-amerikanischer Komponist, Pianist und Sänger
- Huang Shanshan (* 1986), chinesische Trampolinturnerin
- Huang Sheng-Sheng (* 1987), taiwanischer Tischtennisspieler
- Huang Sheng-shyan (1910–1992), chinesischer Taijiquan-Meister
- Huang Shih-chung (* 1979), taiwanischer Badmintonspieler
- Huang Shih-feng (* 1992), taiwanischer Speerwerfer
- Huang Shih-hsu (* 1975), taiwanische Gewichtheberin
- Huang Shin-chieh (1928–1999), taiwanischer Politiker
- Huang Shiping (* 1963), chinesischer Sportschütze
- Huang Sui (* 1982), chinesische Badmintonspielerin
- Huang Taiji (1592–1643), chinesischer Kaiser
- Huang Ting (Rhythmische Sportgymnastin) (* 1977), chinesische Rhythmische Sportgymnastin
- Huang Ting (Hockeyspielerin) (* 1988), chinesische Hockeyspielerin
- Huang Ting-ying (* 1990), taiwanische Radrennfahrerin
- Huang Tingjian (1045–1105), chinesischer Kalligraf
- Huang Tso-chun (* 2003), taiwanischer Sprinter
- Huang Tushui (1895–1930), taiwanischer Bildhauer
- Huang Wanli (1911–2001), chinesischer Ingenieur und Hydrologe
- Huang Weifen (* 1965), chinesische Raumfahrtmedizinerin und Managerin
- Huang Wenbi (1893–1966), chinesischer Archäologe
- Huang Wenpan (1995–2018), chinesischer Schwimmer
- Huang Wenyi (* 1991), chinesische Ruderin
- Huang Wenyong († 2013), singapurischer Schauspieler
- Huang Xianfan (1899–1982), chinesischer Historiker, Anthropologe und Pädagoge
- Huang Xiaojing (* 1946), chinesischer Politiker
- Huang Xiaoming (* 1977), chinesischer Schauspieler
- Huang Xiaoxiao (* 1983), chinesische Leichtathletin
- Huang Xing (1874–1916), chinesischer Politiker und Revolutionär
- Huang Xing (Sportschütze), chinesischer Sportschütze
- Huang Xingguo (* 1954), chinesischer Politiker
- Huang Xu (* 1979), chinesischer Turner
- Huang Xuanping (* 1955), chinesischer Politiker
- Huang Xuechen (* 1990), chinesische Synchronschwimmerin
- Huang Yan (* 1996), chinesische Hürdenläuferin
- Huang Yaqiong (* 1994), chinesische Badmintonspielerin
- Huang Yi-Hua (* 1984), taiwanische Tischtennisspielerin
- Huang Yi-ting (* 1990), taiwanische Ruderin
- Huang Ying (* 1992), chinesische Beachvolleyballspielerin
- Huang Yingying (* 2004), chinesische Weitspringerin
- Huang Yong Ping (1954–2019), chinesisch-französischer Konzept- und Installationskünstler
- Huang Yongsheng (1910–1983), chinesischer Politiker und General
- Huang Yongyu (1924–2023), chinesischer Maler und Holzbildhauer
- Huang Yu-chuan (* 1971), taiwanische Fußballspielerin
- Huang Yueying († 234), chinesische Gemahlin von Zhuge Liang
- Huang Yujia (* 2002), chinesische Tennisspielerin
- Huang Yunhui, chinesische Geologin
- Huang Yuting (* 2006), chinesische Sportschützin
- Huang Yuxiang (* 1993), chinesischer Badmintonspieler
- Huang Zhangjiayang (* 2000), chinesische Rhythmische Sportgymnastin
- Huang Zhanzhong (* 1968), chinesischer Badmintonspieler
- Huang Zhendong (* 1941), chinesischer Politiker
- Huang Zhihong (* 1965), chinesische Leichtathletin
- Huang Zhong (148–221), chinesischer General
- Huang Zitao (* 1993), chinesischer Rapper, Sänger, Songwriter, Schauspieler und Kampfkünstler
- Huang Zongxi (1610–1695), chinesischer Philosoph, politischer Analyst und Historiker
- Huang Zu (3. Jahrhundert), chinesischer General
- Huang Zunxian (1848–1905), chinesischer Gelehrter, Beamter, Dichter

### Familienname (westliche Reihenfolge)
- Angela Huang (* 1983), deutsch-taiwanische Historikerin
- Arcade Huang (1679–1716), chinesischer Christ, Übersetzer, Dolmetscher und Schriftsteller
- Bing Huang (* um 1975), irische Badmintonspielerin chinesischer Herkunft
- Bryan Huang (* 1985), singapurischer Pokerspieler
- Chi-fu Huang (* 1955), US-taiwanischer Finanzökonom
- Chunqing Huang (* 1974), chinesische Künstlerin
- Colin Huang (* 1980), chinesischer Milliardär und Gründer und CEO des E-Commerce-Unternehmens Pinduoduo
- David Huang (* 1964), taiwanisch-US-amerikanischer Elektroingenieur und Augenarzt
- Eddie Huang (* 1982), US-amerikanischer Schriftsteller uns TV-Produzent
- Eric Huang, chinesisch-amerikanischer Manager
- Gil Baozhai Huang (1958–2019), osttimoresischer Politiker und Unternehmer, siehe Gil da Costa Alves
- Grace Huang (* 1983), australische Schauspielerin
- Hilda Huang (* 1996), US-amerikanische Pianistin
- Hsin-Huei Huang (* 1977), taiwanische Pianistin
- Ignacio Huang (* 1980), taiwanischer Schauspieler und Grafikdesigner
- Ignatius Huang Shou-cheng (1923–2016), chinesischer Bischof
- James C. F. Huang (* 1958), taiwanischer Politiker
- Jen-Hsun Huang (* 1963), taiwanisch-US-amerikanischer Unternehmer, Manager und CEO von Nvidia
- John Baptist Huang Min-Cheng (* 1955), taiwanischer römisch-katholischer Ordensgeistlicher und Bischof von Tainan
- John Huang (* 1914), niederländischer Supercentenarian
- Joseph Huang Bingzhang (* 1967), chinesischer Geistlicher, römisch-katholischer Koadjutorbischof von Shantou
- Kerson Huang (1928–2016), chinesisch-amerikanischer theoretischer Physiker
- Michelle Farrah Huang (* 1989), US-amerikanische Schauspielerin
- Poren Huang (* 1970), taiwanischer Künstler
- Shawn Huang (* 1982), singapurischer Politiker (PAP)
- Shih-Wei Huang (* 1988), taiwanische Pianistin

- S. L. Huang, amerikanische Science-Fiction-Autorin

- Ted Huang (* 1970), US-amerikanischer Radrennfahrer
- Thomas S. Huang (1936–2020), chinesisch-amerikanischer Informatiker
- Wenguan Huang (* 1962), kanadischer Tischtennisspieler
- Yonggang Huang (* 1962), chinesisch-US-amerikanischer Ingenieurwissenschaftler
- Yukon Huang (* 1944), chinesischer Wirtschaftswissenschaftler
- Yun Huang (* 1991), deutsch-chinesische Schauspielerin